# 平谷站 (地铁)
平谷站是一个位于中国北京市平谷区兴谷街道、渔阳地区、王辛庄镇交界北环路与西环路交叉口，属于北京地铁平谷线建设中的地铁车站，预计2027年开通运营。

## 位置
平谷站位于北京市平谷区北环路与西环路交叉口，车站呈东西向布置。

## 车站结构
本站为地下两层双柱三跨岛式车站。

## 历史
2023年12月12日，平谷站实现主体结构封顶。